# 安格林娜·什卡托娃
安格林娜·阿纳托利耶芙娜·什卡托娃（俄语：Ангелина Анатольевна Шкатова，2001年1月25日—），俄罗斯艺术体操运动员，2019年世界大运会集体全能、5人球操、3人圈操+2人棒操金牌得主、2020年夏季奥运会集体全能银牌得主。